# Renato Tarantelli Baccari
Renato Tarantelli Baccari (Roma, 15 de abril de 1976) é um prelado italiano da Igreja Católica, desde 2024 é o vice-gerente e bispo auxiliar para a Diocese de Roma.

## Biografia
Formou-se em Direito e fez o mestrado em Direito Canônico.
Estudou no Pontifício Seminário Romano, sendo ordenado diácono em 28 de outubro de 2017 pelo vigário-geral para a Diocese de Roma, Angelo De Donatis, e recebeu a ordenação presbiteral em 22 de abril de 2018, na Basílica de São Pedro, do Papa Francisco, junto com outros 15 diáconos, no 55º Dia mundial de oração pelas vocações.
Segundo ele, “minha vocação tardia chegou depois que já havia direcionado a minha vida afetiva e profissional como docente de Direito tributário; (...) uma experiência avassaladora me fez entender que queria, e tinha me tornado, algo de diferente. Senti-me amado por uma doçura e uma ternura jamais experimentadas: o Senhor me surpreendeu e me surpreendi a mim mesmo encontrando a coragem, sem reservas, de dizer ‘sim’ a Seu chamado”.
Após a ordenação, torna-se vigário episcopal jurídico-administrativo e coordenador da esfera jurídica e da administração de bens e recursos do Vicariato de Roma, reitor da Igreja de Santa Maria del Terzo Millennio alle Tre Fontane, primeiro das Arquiconfrarias do Santíssimo Sacramento e de Nossa Senhora do Carmo, de Nossa Senhora do Bom Conselho e dos Peregrinos.
Em 21 de novembro de 2024, o Papa Francisco o nomeou vice-gerente da Diocese de Roma, recebendo a dignidade de bispo titular de Campli. No dia 25 de novembro seguinte, foi nomeado como vigário para a Parte Sul do Vicariato de Roma. Recebeu a ordenação episcopal em 4 de janeiro de 2025, na Arquibasílica de São João de Latrão, de seu antecessor e atual cardeal-vigário para a Diocese de Roma, Baldassare Reina, coadjuvado pelo cardeal arcebispo de Viena, Christoph Schönborn, O.P. e por Michele Di Tolve, bispo auxiliar de Roma.